# Estadio Makario
El Estadio Makario (en griego: Μακάρειο Στάδιο ), es un estadio de usos múltiples ubicado en la ciudad de Nicosia, Chipre. Fue el mayor y principal recinto deportivo de la capital chipriota hasta la reconstrucción del estadio GSP en 1999. En la actualidad se utiliza principalmente para partidos de fútbol y es el estadio del Digenis Morphou, Ethnikos Assia y Digenis Morphou. El estadio tiene capacidad para 16 000 espectadores sentados.
El Estadio Makario fue construido en 1978 y lleva el nombre de Makarios III, Etnarca, arzobispo y el primer Presidente de Chipre. Ha sido sede de siete finales de la Copa chipriota de fútbol y otras tantas de la Supercopa.
Fue hasta 1999 el estadio oficial de los principales clubes de Nicosia, el Omonia, APOEL y Olympiakos. El equipo nacional chipriota también ha jugado partidos de casa allí en el pasado.